# Katarina Köhler
Katarina Elisabeth Köhler, född 5 maj 1954 i Gällivare, är en svensk politiker (socialdemokrat). Hon var ordinarie riksdagsledamot 2010–2018 (dessförinnan även statsrådsersättare i oktober 2006 och tjänstgörande ersättare september–december 2007), invald för Västerbottens läns valkrets.

## Riksdagsledamot
Köhler kandiderade i riksdagsvalet 2006 och blev ersättare. Hon var statsrådsersättare i riksdagen för Ibrahim Baylan 2–6 oktober 2006 och tjänstgörande ersättare för Baylan 1 september–31 december 2007. Under mandatperioderna 2010–2014 och 2014–2018 var Köhler ordinarie riksdagsledamot.
I riksdagen var Köhler ledamot i civilutskottet 2012–2014, utrikesutskottet 2014–2018 och OSSE-delegationen 2014–2018. Hon var även suppleant i civilutskottet, miljö- och jordbruksutskottet, trafikutskottet, utbildningsutskottet, sammansatta utrikes- och försvarsutskottet och Nordiska rådets svenska delegation.